# شارلوت غينسبور
شارلوت لوسي غينسبور (بالفرنسية: Charlotte Gainsbourg) وهي ممثلة ومغنية إنجليزية فرنسية ولدت في يوم 21 يوليو 1971 في مدينة لندن عاصمة المملكة المتحدة هي ابنة الممثلة الإنجليزية جين بيركين والمغني وكاتب الأغاني الفرنسي سيرج غينسبور، في عمر 12 عام ظهرت مع والدها في أغنية Lemon Incest وفي عمر 15 أطلقت ألبوم مع والدها، وفي عمر 20 أطلقت 3 ألبومات وهي 5:55 وIRM وStage Whisper وحققت نجاحات على مستوى الشهرة والمال، مثلت دور البطولة في فلم شبق وألذي كان من إخراج المخرج الدنماركي لارس فون ترايير وألذي رشح لنيل جائزة السعفة الذهبية في مهرجان كان السينمائي 2013 ومثلت في فلم ضد المسيح (فلم) في 2009 ومثلت في أفلام فرنسية وأمريكية أخرى.

## الأفلام
- شبق
- ضد المسيح

## روابط خارجية
- الموقع الرسمي
- Charlotte Gainsbourg's Interviews in English نسخة محفوظة 8 نوفمبر 2016 على موقع واي باك مشين.
- شارلوت غينسبور على موقع IMDb (الإنجليزية)
- شارلوت غينسبور على موقع ميتاكريتيك (الإنجليزية)
- شارلوت غينسبور على موقع روتن توميتوز (الإنجليزية)
- شارلوت غينسبور على موقع مونزينجر (الألمانية)
- شارلوت غينسبور على موقع قاعدة بيانات الأفلام العربية
- شارلوت غينسبور على موقع ألو سيني (الفرنسية)
- شارلوت غينسبور على موقع ميوزك برينز (الإنجليزية)
- شارلوت غينسبور على موقع رولينغ ستون (الإنجليزية)
- شارلوت غينسبور على موقع تيرنر كلاسيك موفيز (الإنجليزية)
- شارلوت غينسبور على موقع أول موفي (الإنجليزية)
- Interview with Jean-Paul Enthoven, L'Officiel, September 2001

قالب:Charlotte Gainsbourg